# 維德拉德涅 (梅利托波爾區)
47°2′12″N 35°38′38″E / 47.03667°N 35.64389°E
維德拉德內（烏克蘭語：Відрадне）是位於烏克蘭東南部的村莊，由扎波羅熱州梅利托波爾區的泰爾平尼亞市鎮負責管轄。該村面積0.44平方公里，海拔高度42米，2001年人口73，人口密度每平方公里165.9人。